# Підлужне
Підлу́жне — село в Україні, у Рівненському районі Рівненської області. Село у складі Костопільська громади. Раніше було центром сільської ради, якій підпорядковувались села Велика Любаша, Корчів'я, Космачів, Трубиці. Розкинулося на правому березі річки Горині — притоки Прип'яті, що впадає у Дніпро. До центру громади — 12 км. Дворів у Підлужному 288. Населення — 797 осіб. Назва села Підлужне походить за переказами від того, що перші хати села були розташовані над лугом, який простягається тут вждовж річки Горинь. Згідно літературних правил потрібно було б говорити Понадлужне, Надлужне, але за розмовною діалектикою вираз «понад» замінювався на вираз «попід». Очевидно це і вплинуло на назву села.

## Географія
Селом протікає річка Замчисько, яка на північно-західній околиці впадає у річку Горинь

## Заснування
Вперше Підлужне згадується в писемних джерелах 1577 року, як приватновласницьке село. З цього часу і майже до кінця XVIII ст. Підлужне входило до Волинського воєводства. Спочатку воно було невеликим поселенням. В 1629 році в Підлужному налічувалося 48 димів. Пізніше, коли Правобережна Україна відійшла до Польщі, то землі села стали належати пану С.Радзівіллу. Він перетворив вільних селян у своїх кріпаків. Панування Радзівіллів продовжувалося аж до XVIII ст. Потім село перейшло до панів Чарторизьких. Після входження Правобережної України до складу Росії Підлужне входило до Рівненського повіту Волинської губернії. На початку ХІХ ст. княгиня із сім'ї Радзівіллів вийшла заміж за князя Чарторизького і продала село разом з людьми російському урядові.
В 1823 році в Підлужному почала діяти суконна мануфактура. За цей час у селі працювали ще й шкіряний й винокурний заводи. Жителі села вели жваву торгівлю. Основний продукт торгівлі — хліб. Наприкінці ХІХ ст. більшість селян Підлужного була малоземельною. Сільська біднота наймитувала у колоністів, працювала на поміщицьких полях і підприємствах, а також на Іванодолинських кар'єрах. Після запровадження поділу на волості Підлужне стало волосним центром аз 1866 року — віднесено до Костопільської волості. Ще більше прискорила розшарування села Столипінська реформа. Навколо села виникли хутори Руда Підлуженська, В'юниця, Корчів'я, Трубиці. Хутори були переважно заселені колоністами. В 1875 році в Підлужному було відкрито однокласне училище. В 1884 році в ньому навчалось 95 дітей заможних селян.
У 1906 році село Костопільської волості Рівненського повіту Волинської губернії. Відстань від повітового міста 46 верст, від волості 12. Дворів 158, мешканців 1104.

## На початку ХХ століття
В 1900 році однокласне училище було реорганізоване в двокласне. Під час Першої світової війни тривалий час Підлужне перебувало у прифронтовій смузі. На території села розташовувались війська Південно-західного фронту. В січні 1918 року у Підлужному було встановлено радянську владу. Головою Ревкому був обраний Нагорний Никанор. Вже вкінці лютого 1918 року австро-німецькі війська окупували село і відновили старі порядки. Після краху окупації тут встановилась влада Директорії. В червні 1919 року у Підлужному було відновлено радянську владу. В серпні 1919 року село захопили польські інтервенти. У липні 1920 року солдати І-Кінної армії визволили Підлужне, однак уже у вересні вони змушені були відступати. За Ризьким мирним договором !921 року село відійшло до Польщі. Настали часи жорстокого і соціального . національного гноблення українського населення. В селі існувала початкова школа, але викладання велося в ній польською мовою. Українська мова зазнавала утисків. В 1928 році в селі виникла «Просвіта.» Ось що згадував житель села Підлужне Бенедик Сак Іванович, 1911 року народження: " «Просвіта» або читальня знаходилась у хаті Нагорного Никона. Сюди збиралась молодь села Підлужне та навколишніх сіл. Керівником просвіти був Петрина Костик. В читальні було багато книг з історії України. Крім цього під проводом діяльності «Просвіти» в 30-х роках діяв осередок ОУН, члени якого таємно в лісі займалися військовою справою. Після наступу радянських військ на Західноукраїнські землі у вересні 1939 року в селі було створено тимчасовий орган радянської влади — селянський комітет. В 1939 році відкрили в селі медичний пункт, неповну середню школу з українською мовою навчання та школу для ліквдації неписьменності, а також клуб і бібліотеку.

## В роки Другої світової війни
5 липня 1941 року армія Вермахту окупувала село. Мешканці Підлужного не хотіли визнавати розпорядженнь окупантів, ховали в лісі худобу, хліб. Фашисти влаштовували облави, ловили молодь і вивозили на каторгу в Німеччину. Так було вивезено більше 300 чоловік. В перші місяці війни від рук окупантів загинуло 50 чоловік. Загарбники зруйнували багато жител, школу. В 1943 році через село проходило партизанське з'єднання під командуванням С. Ковпака. 14 січня 1944 року Підлужне було визволене від німецько-фашистських загарбників 121 гвардійською стрілецькою девізією І–го українського фронту. 42 підлуженці поповнили лави Червоної Армії, пішли на фронт. Чимало з них прославилося в боях за Батьківщину і були відзначені урядовими нагородами, 27 односельців полягли у бояг з фашизмом. Весною 1944 року в селі відкрито початкову школу, всі діти шкільного віку були охоплені навчанням.

## ВетераниРадянсько-німецької війни
Іванчук Федір Григорович
Народився 1928 року в селі Печалівка (нині Мирне). Там закінчив 5 класів. Улітку 1944 був мобілізований на фронт. Воював у Чехії, визволяв місто Брно. А після перемоги над фашистською Німеччиною потрапив на Далекий Схід, де точилися жорстокі бої на Японському фронті. Брав участь у визволенні таких міст, як Дайрен, Порт-Артур.
Хоч війна з Японією була закінчена у вересні 1945, але служба в армії продовжувалася. Федір Іванчук повернувся додому в липні 1951 року. Працював на Костопільсьському домобудівному комбінаті робітником (у фанерному цеху). Тут зустрів свою дружину — Євдокію Яківну, уродженку с. Підлужне. Разом із дружиною добросовісно трудилися в колгоспі ім.. Ватутіна. Виростили троє дітей — двох синів і дочку. Мають 6 онуків і 5 правнуків.
У 2014 році ветеран війни Федір Григорович помер.
Нагороджений орденом Червоної Зірки.

## Після воєнний період
Продовжувалась жорстока боротьба оунівського підпілля проти радянської влади, однак органи НКВС робили все можливе, щоб придушити цей опір. В селах були організовані загони ястребків, які почали нести варту. Організовували облави проти бандерівців. У 1947 році були вивезені в основному в Сибір, ті хто яким-небудь чином був зв'язаний з бандерівцями. Доля багатьох вивезених невідома. У вересні 1948 року в Підлужному організували колгосп імені Леніна. Основними галузями виробництва стали рільництво та тваринництво. У 60-х роках споруджено маже 200 індивідуальних будинків, зникли солом'яні стріхи, оселі покривалися шифером, черепицею і оцинкованою бляхою. Центральна вулиця Підлужного була забрукована базальтовою бруківкою. У Підлужному на той час діяла неповна середня школа. В 70-х роках на території Підлужненської сільської ради були споруджені клуби с. Трубиці та с. Велика Любаша, побудовано будинок для вчителів та дорогу з твердим покриттям. 1 вересня 1980 року- в селі стала до ладу нова середня школа на 500 учнівських місць.

## Сучасний розвиток села
На сьогоднішній день в селі проживає 798 осіб. Функціонує Великолюбаська загальноосвітня школа І-ІІІ ступенів в якій навчається 210 учнів. Діє дошкільний заклад «Калинка», розрахований на 20 дітей, публічно-шкільна бібліотека. За медичною допомогою мешканці звертаються до фельдшерсько-акушерського пункту. До послуг селян 7 торговельних закладів, діють на території населеного пункту також приватні фермерські господарства спеціалізовані на вирощуванні зернових та картоплі.

## Населення
Згідно з переписом УРСР 1989 року чисельність наявного населення села становила 761 особа, з яких 373 чоловіки та 388 жінок.
За переписом населення України 2001 року в селі мешкало 779 осіб.

### Мова
Розподіл населення за рідною мовою за даними перепису 2001 року:
| Мова       | Відсоток |
| ---------- | -------- |
| українська | 99,61 %  |
| російська  | 0,39 %   |

## Бібліотека
У 50-х роках аж до 1963 року бібліотекарем працювала Марія Наумівна Чмир, після неї Аліна Іванівна Михайловська. У 70- х роках ХХ ст книжковий фонд становив 10 тис. примірників з різних галузей знань. З 1981 по 1998 рік сільським бібліотекарем працювала Надія Іванівна Боришкевич. 1980 року в селі Підлужне було відкрито нове приміщення типової середньої школи на 500 учнівських місць. При цьому загальноосвітньому навчальному закладі почала діяти бібліотека з великим книжковим фондом, її завідувачем стала Людмила Михайлівна Будько. У 1998 році відбулася реорганізація бібліотечної системи. В результаті об'єднання книжкових фондів сільської та шкільної бібліотек було створено публічно-шкільну бібліотеку. Книжковий фонд її становить тепер 17650 примірників, із них — 7000 підручники. З вересня 2013 року бібліотекарем стала працювати Глебік Вероніка Володимирівна.